# Tracy trifft den lieben Gott
Tracy trifft den lieben Gott ist eine US-amerikanische Filmkomödie aus dem Jahr 1980 und ist eine Fortsetzung der erfolgreichen Komödie Oh Gott … (1977). Als Vorlage diente ein Roman von Avery Corman. 1984 folgte die Fortsetzung Oh Gott! Du Teufel!.

## Inhalt
Gott kommt sich ein wenig unpopulär vor und spricht deshalb in einem chinesischen Restaurant durch einen Glückskeks mit der kleinen Tracy Richards, ob sie etwas für ihn tun könnte. Sein Auftrag: Tracy soll sich einen Werbeslogan einfallen lassen, damit sich die Menschen wieder an Gott erinnern. Keine leichte Aufgabe für Tracy. Also startet Tracy über ihre Schule eine großangelegte Kampagne mit dem Titel „Think God“, damit alle öfter mal wieder an Gott denken. Die Kampagne weitet sich auf die Straße aus, bis Tracy mit den Behörden, der Kirche und den besorgten Eltern aneinandergerät, ehe Gott persönlich einschreitet.

## Kritiken
„Ein naiv-besinnliches modernes Märchen, das Fragen nach Religiosität und Glauben zugunsten des ‚Wunder‘-Gags des plötzlich auftauchenden ‚Mister Gott‘ ausspart. Eine fürs Fernsehen entstandene, bieder-harmlose Fortsetzung des Kinoerfolgs ‚Oh, Gott...‘ von 1977.“